# Hélio Ary
Hélio Ary Silveira (* 5. März 1930 in Santana do Livramento; † 4. Januar 2011 ebenda) war ein brasilianischer Schauspieler.
Ary wirkte in zahlreichen Kino- und Fernsehfilmen mit. In den letzten Jahren seines Lebens litt er an der Alzheimer-Krankheit.

## Filmografie
- 1968: O Homem Nu
- 1976: Dona Flor e Seus Dois Maridos
- 1976: O casarão
- 1976: Duas vidas
- 1977: O astro
- 1979: Amor Bandido
- 1979: Pai herói
- 1987: Carmem
- 1994: 74,5 - Uma onda no ar
- 2001: Os Maias